# Jarl Mohn
Jarl Mohn (* 26. Dezember 1951 in Doylestown, Pennsylvania) ist ein US-amerikanischer Journalist und Medienunternehmer. Von 2014 bis 2019 war er CEO des öffentlichen Radionetzwerkes der USA, des National Public Radio (NPR).

## Leben
Mohn studierte an der Temple University Mathematik und Philosophie. Bevor er Leiter des NPR wurde, hatte er über 20 Jahre in verschiedenen Funktionen bei Radiosendern, u. a. bei WNBC in New York gearbeitet. Er betätigte sich auch als Mediengeschäftsmann und besaß verschiedene Radiosender und den Fernsehsender E! Entertainment Television. Er war Präsident und Manager von MTV und VH1.
Mohn war für mehr als zehn Jahre Mitglied im Board of Trustees des Southern California Public Radio (SCPR) und saß dem Gremium auch zeitweise vor. Seit 2008 war er im Vorstand von Scripps Networks Interactive. Im Juli 2014 übernahm er die Position des CEO beim NPR. Diese hatte er bis 2019 inne, seit seinem Rücktritt als solcher trägt ist er dort allerdings weiterhin als president emeritus tätig.
Seine Frau und er gründeten die The Mohn Family Foundation im Jahr 2000.